# Syllis maculosa
Syllis maculosa är en ringmaskart som beskrevs av Milne Edwards 1845. Syllis maculosa ingår i släktet Syllis och familjen Syllidae. Inga underarter finns listade i Catalogue of Life.